# Johann Georg Grimm

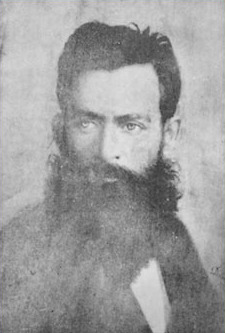
Georg Grimm (1879)

Johann Georg Grimm, auch Johannes Georg Grimm  oder kurz Georg Grimm, brasilianisch auch Jorge Grimm  (* 22. April 1846 in See bei Bühl am Alpsee, heute zu Immenstadt im Allgäu gehörend; † 18. Dezember 1887 in Palermo) war ein deutscher Landschaftsmaler, lehrte an der Kunstakademie in Rio de Janeiro und führte die Freiluftmalerei in Brasilien ein.

## Leben

### Jugendzeit, Schule und Schreinerhandwerk

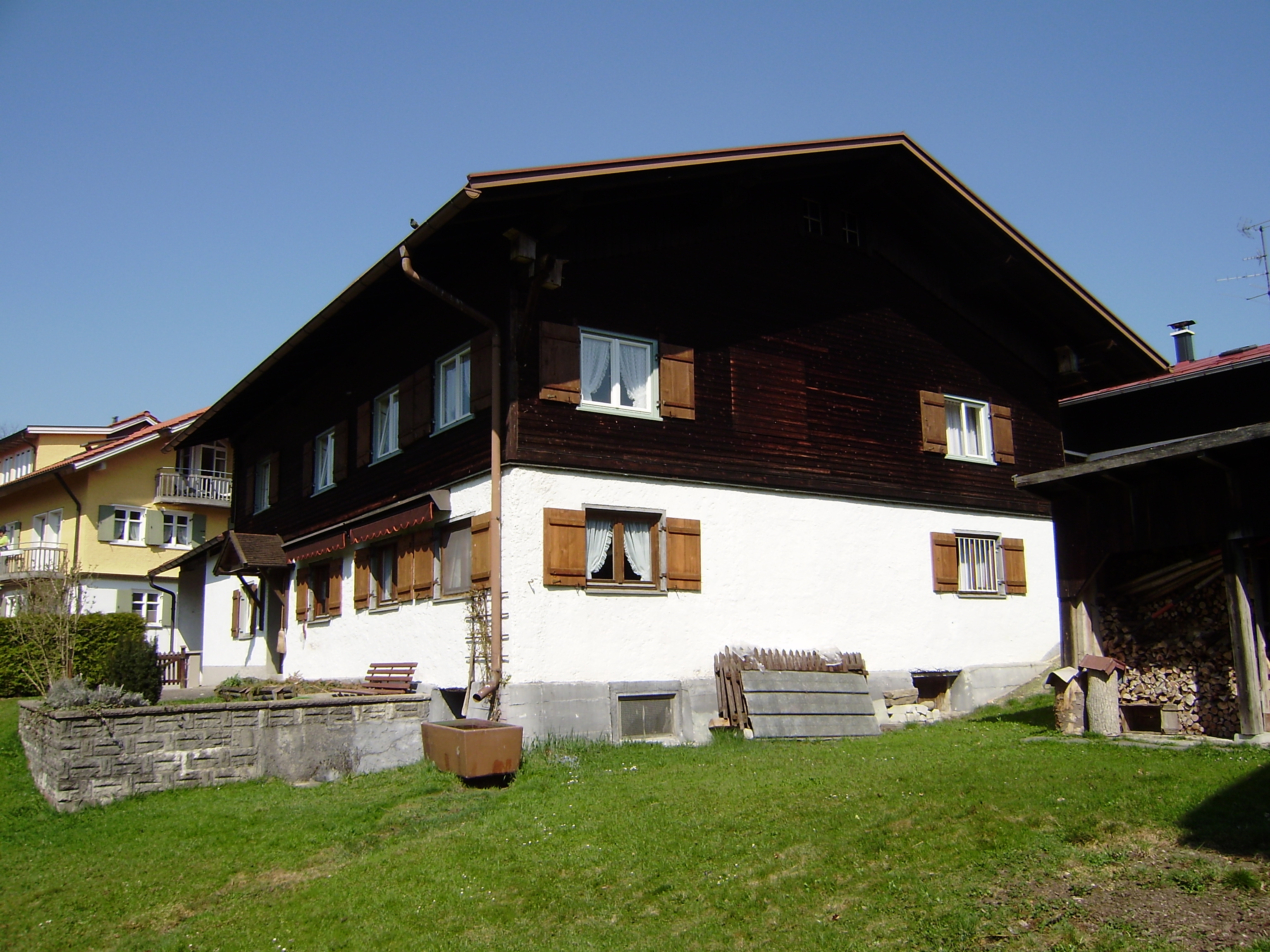
Elternhaus und Schreinerwerkstatt

Johann Georg Grimm wurde als Sohn des Tischlers Johann Bernhard Grimm (* 1811; † 1881) und von Maria Anna Herz (* 1814; † 1851) in Bühl am Alpsee geboren (Lage des Geburtshauses). In dem ebenfalls noch erhaltenen Werkstattgebäude unterhalb des Geburtshauses führte sein Vater die unterschiedlichsten Schreinerarbeiten aus – vom Tisch über die Holzvertäfelung von Wänden und Decken bis zu Booten für den Alpsee und Altären für Kirchen. Die Familie besaß außerdem eine größere Zahl kleiner Grundstücke, die sie verpachtete (S. 10, 11). Die Aussage früherer Quellen, Grimm habe aus ärmlichen Verhältnissen gestammt und zuerst als Hirte, dann Stellmacher und Anstreicher arbeiten müssen, lässt sich deshalb so nicht aufrechterhalten.
Grimm verlor schon mit fünf Jahren seine Mutter. Im gleichen Maß wie sich die Bindung Grimms an seine Heimat löste, orientierte sich das Bauerndorf mit der Eröffnung der Eisenbahn 1851 als Holz- und Viehverladestation und als Touristenort nach außen und öffnete auch den Sinn des jungen Grimm für die große Welt.
Johann Georg erhielt – wie sein zwei Jahre jüngerer und ebenfalls zeichnerisch begabter Bruder Johann Franz (* 1849; † 1933) – nach dem Besuch der Werktagsschule in See (Mai 1852 – April 1859) in der Zeichnungsschule in Immenstadt Unterricht in Architekturzeichnen, Kalligraphie und Ornamentzeichnen. Sein Abschlusszeugnis zeigte in den meisten Fächern „vorzüglich“, die schlechteste Note war „sehr gut“.
Johann Georg erlernte das Schreinerhandwerk und lebte zunächst bei seinem Vater in Bühl am Alpsee. Er soll Aufträge zum Bau von Ruderbooten nicht zuletzt deshalb bekommen haben, weil der Sohn sie so schön zeichnen konnte.S. 10, 11

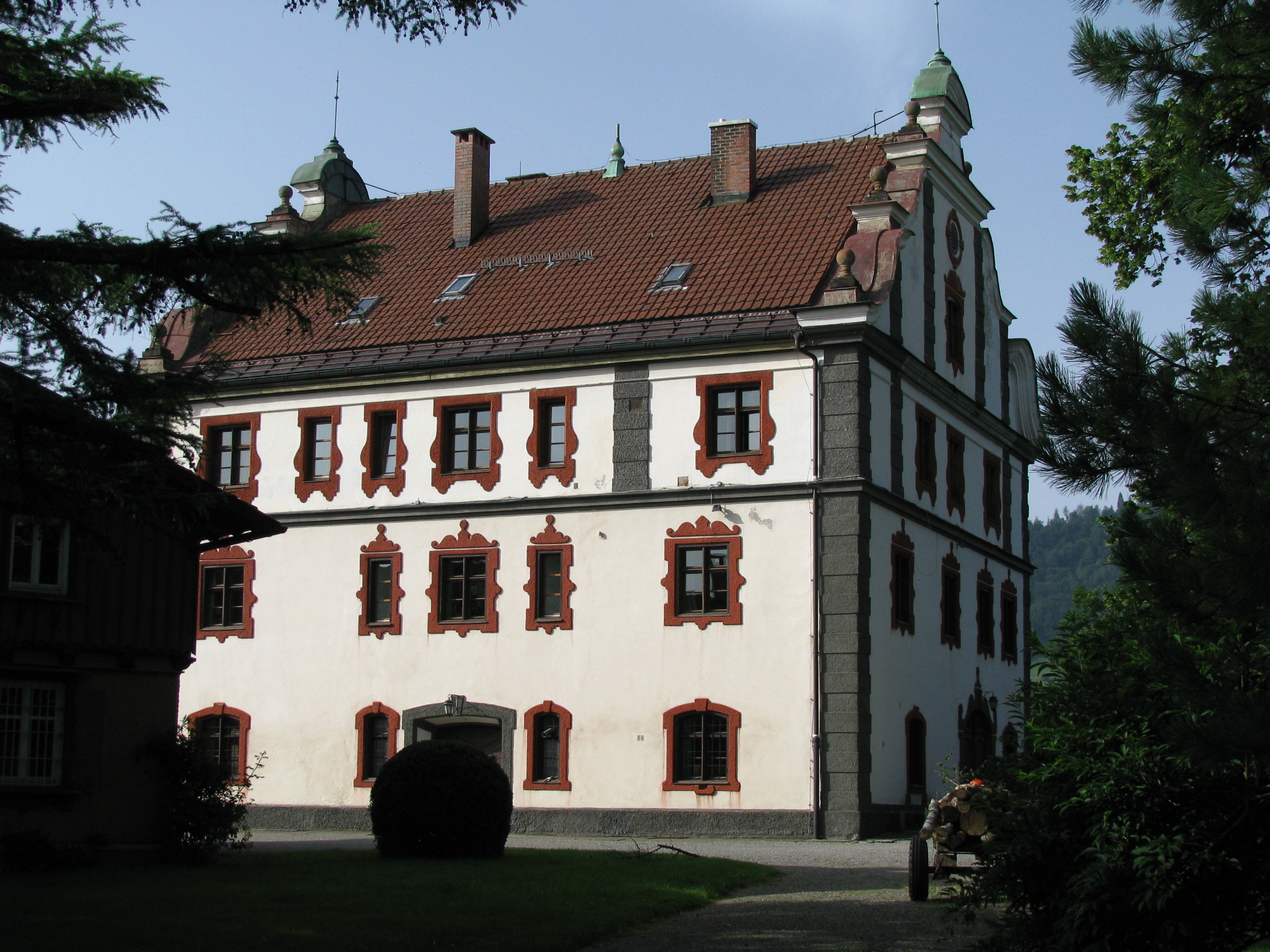
Die Bibliothek in Schloss Rauhenzell weckte die Begeisterung für die Malerei

Ein Auftrag zum Erneuern der Bibliothek des Schlosses Rauhenzell bei Immenstadt, die heute noch unverändert vorhanden ist, gab den entscheidenden Anstoß für den Lebensweg des jungen Schreiners. Er fand dort laut seinem späteren brasilianischen Schüler Parreiras Kunstbücher, die ihn derart fesselten, dass er beschloss, sich ganz der Malerei zuzuwenden.
Es sind dann Lehr- bzw. Arbeitsverhältnisse als Maler in Kempten (August 1865 – Februar 1866), Neustift und in München (Juni 1867) bekannt.

### Studium
Im Juli oder November 1867 wurde Grimm als Eleve in die Akademie der Bildenden Künste München aufgenommen(S. 12) und studierte dort trotz erheblichen finanziellen und materiellen Einschränkungen bis April 1870.

„Vom 5. April 1870 datiert ein von Wilhelm von Kaulbach unterschriebenes Zeugnis Grimms, dass er mit sehr vielem Fleiße sehr gute Fortschritte gemacht habe, dass er die Antiken- und Naturklasse bis heute besucht habe und für seine Naturstudien das Collegium einstimmige Anerkennung ausgesprochen habe.“

Nach der bisherigen Grimm-Forschung hat sich Grimm nicht über seine Lehrer geäußert. Die Münchner Akademie hatte damals einen herausragenden Ruf, den Karl von Piloty, Wilhelm von Kaulbach und Moritz von Schwind begründeten. Vor allem Piloty werden hervorragende pädagogische Fähigkeiten nachgesagt. Er habe, obwohl penibler Historienmaler, mit seinen Studenten in freier Natur gemalt. Es wäre unwahrscheinlich, wenn ein junger, lernbegieriger Mann wie Grimm sich nicht mit der Kunst dieser hoch angesehenen Professoren im Detail beschäftigt hätte.
Sein späterer Lieblingsschüler Antonio Parreiras erinnerte sich an Berichte Grimms, wonach dieser in München in bitterer Armut gelebt haben soll. Er habe Brot gegessen, das zum Reinigen von Bildern verwendet und deshalb schwarz geworden war, und dass er dazu Wasser trank. Er sei an der Akademie durch seinen ungeheuren Fleiß aufgefallen.
Brasilianische Quellen berichten, Grimm habe 1870 seine Studien unterbrochen, um am Deutsch-Französischen Krieg teilzunehmen. Dies ist zwar denkbar; allerdings gibt es keine Briefe oder andere Dokumente, die auf diesen Abschnitt hinweisen.
1872 wechselte Grimm nach Berlin zur dortigen Akademie. Da er sich keine Bahnfahrt leisten konnte, ging er zu Fuß dorthin(S. 15). Eine Wohltäterin ließ ihn an den Stuck-Kursen der Freien Schule immatrikulieren.
Schon im Oktober desselben Jahres (1872) verließ Grimm Berlin. Seinen Eltern schrieb er, dass er […] wieder nach München und dann nach Italien wolle, da soll das Studieren erst recht losgehen, er lasse sich durch nichts beirren auf seiner dornenvollen Bahn.(S. 12)
Die Akademie in Rom wird ebenfalls als Studienort Grimms genannt.

### Therese Ravoth
In Grimms Lebensdaten taucht immer wieder eine geheimnisvolle Gönnerin auf. Der deutsche Grimm-Forscher le Maire ist inzwischen überzeugt, dass es sich um Therese Carolina Ravoth, Frau eines Chirurgieprofessors und Malerin aus Berlin handelte, die Grimm wahrscheinlich in München kennenlernte. Die 19 Jahre ältere Kunstbegeisterte wurde nach le Maire vermutlich eine Art Ersatzmutter, mit der der Halbwaise Grimm bis zu seinem Tod in Kontakt blieb. Sie holte ihn 1872 an die Akademie nach Berlin und unterstützte ihn möglicherweise finanziell für seine Studienreisen in den Jahren von 1872 bis 1875 nach Italien und um das westliche Mittelmeer. Jedenfalls traf Grimm sich 1873 mit Ravoths Sohn Max und dessen Freunden in Rom. Auch von seinem von Brasilien aus angetretenen zweiten Mittelmeeraufenthalt ist in 1880 ein Treffen mit der damals bereits verwitweten Therese Ravoth in Italien bekannt.

### Erste Mittelmeerreise 1872–1877
Dank großzügiger Unterstützung wohlhabender Freunde verließ Grimm Ende 1872 Deutschland und hielt sich bis 1877 fast ausschließlich im Mittelmeerraum auf. Lange Reisen führten ihn durch Italien, wo er mehrfach Rom, Neapel und Capri besuchte. Nach einem kurzen Aufenthalt in Berlin kehrte er 1874 nach Italien zurück und kam über Sizilien (Trapani) nach Tunesien und Algerien, dann nach Spanien (Granada und Toledo), Frankreich, England, Portugal. Dort in Lissabon entschloss er sich überraschend 1877 nach Brasilien überzusetzen.
Die etwa 200 Zeichnungen, Aquarelle und Ölgemälde mit Ansichten, Landschaften und Kostümbildern halten Grimms Reiseeindrücke fest. Die in Rom entstandenen Akt- und Kostümstudien in Aquarell bezeichnen Fachleute als herausragend. Zu Grimms Leidenschaft für den Mittelmeerraum ist zu bemerken, dass er diese Vorliebe mit vielen Künstlern seiner Zeit teilte. Dabei bleibt auch für C. R. Maciel Levy unklar, welche Beweggründe Grimm letztlich nach Südamerika in eine große Metropole mit wundersam tropischer Natur gezogen haben.

Georg Grimm: Vista do cavalão, Landzunge in Niteroi

### Brasilien 1877–1879
Grimm kam im August 1877 in Rio de Janeiro an und arbeitete zunächst bei einem deutschstämmigen Unternehmer namens Friedrich Anton Steckel, der sich auf den Farbanstrich von Häusern und Schiffen, Vergoldung, Inneneinrichtung, Inschriften, Schilder und Verkauf von Malerbedarf spezialisiert hatte.
Grimm unternahm in dieser Zeit keine großen Reisen. Er besuchte jedoch häufig Dörfer und kleine Städte im Hinterland von Rio, so im Großraum Vale do Paraíba (Paraíba do Sul) sowie Petrópolis, Valença und in der Provinz Minas Gerais. Er malte dort für reiche Großgrundbesitzer detailgetreue Bilder von Kaffeeplantagen und anderen Landgütern. Obwohl vom Ursprung her nicht den Landschaftsgemälden zuzuordnen, gelten diese mit höchster Genauigkeit ausgeführten Auftragsarbeiten als bedeutsame Beispiele dieses Genres.
Mit der guten Entlohnung konnte Grimm ein besseres Leben führen und sich für die hungrigen Studienjahre entschädigen(S. 16).

### Zweite Mittelmeerreise 1880–1881
Von Anfang 1880 bis Juli 1881 hielt sich Grimm erneut in Europa auf, davon anlässlich des Todes seines Vaters neun Monate in seiner Heimat im Allgäu. Anschließend bereiste er noch einmal den Mittelmeerraum (Italien, Griechenland, Türkei, Syrien, Libanon, Palästina und Ägypten). Ein längerer Aufenthalt auf Korsika schloss sich an. Über die französisch-italienische Riviera, Paris und Bordeaux kehrte er schließlich nach Brasilien zurück. Die Reise ist einzig anhand eines kleinen Skizzenhefts zu rekonstruieren.

### Ausstellung 1882 und Professur
Im März 1882 führte die Sociedade Propagadora das Belas Artes im Liceu de Artes e Ofícios in Rio de Janeiro eine öffentliche Kunstausstellung durch, auf der von den 418 präsentierten Werken allein 128 von Grimm stammten. Die überwiegend zwischen 1873 und 1876 auf seinen Reisen in Europa entstandenen Ölgemälde und Aquarelle hatten einen gewaltigen Erfolg.
Grimm erhielt die Goldene Medaille und wurde von Presse und Kritik einhellig gelobt. Auf persönliche Intervention des Kaisers von Brasilien Pedro II. bot man Grimm im Auftrag der Regierung den seit September 1881 vakanten Lehrstuhl für Landschaftsmalerei der Academia Imperial de Belas Artes (kurz AIBA, deutsch: Kaiserliche Akademie der Schönen Künste) an.
Grimm begann im Juni 1882 zu unterrichten. Seine Schüler zählten später Ende des 19. bzw. Anfang des 20. Jh. zu einer der brillantesten Malergenerationen der brasilianischen Kunst.
In der kurzen Zeit seiner Tätigkeit transformierte er die Unterrichts- und Lehrmethoden an der Akademie grundlegend, indem er die Freiluftmalerei einführte.

„…Hier lehnte er sich gegen die bisherige Praxis auf, in den vier Wänden zu unterrichten, verlegte als erster den Unterricht ins Freie, in die prächtige Umwelt von Rio und ließ seine Schüler nach der Natur malen“

Allerdings formierte sich mit der Zeit in der Akademieleitung und bei Kollegen der Widerstand gegen Grimms Unterrichtsmethodik, die Freiluftmalerei und den von ihm vertretenen nüchternen, naturbezogenen Realismus, der der an der Akademie gepflegten Malerei widersprach. Wegen ständiger Meinungsverschiedenheiten verlängerte Grimm Mitte 1884 seinen Vertrag nicht und verließ die AIBA.

### Künstlergruppe „O grupo Grimm“

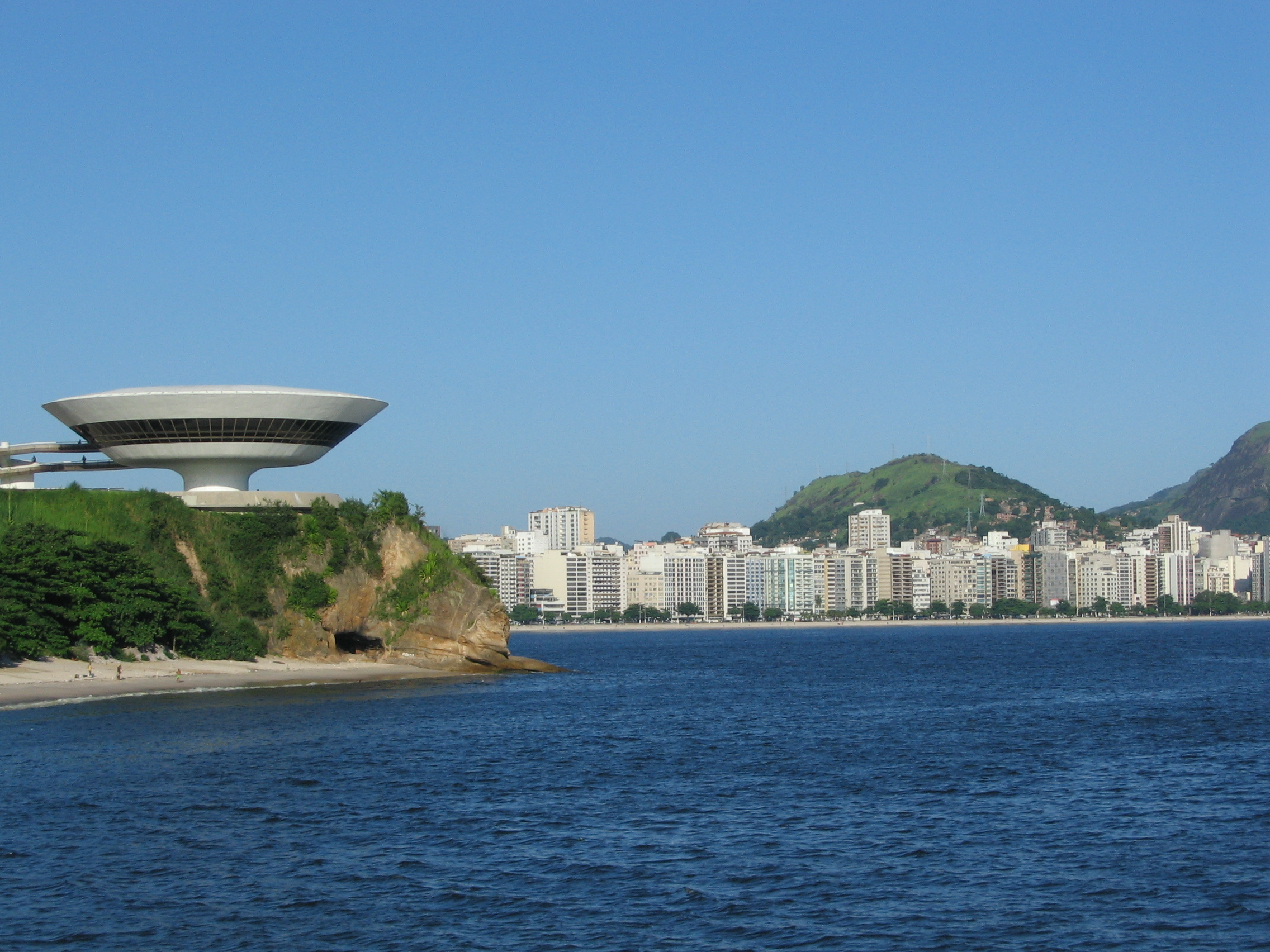
Blick von Rio auf Niteroi heute
links das Museu de Arte Contemporanea

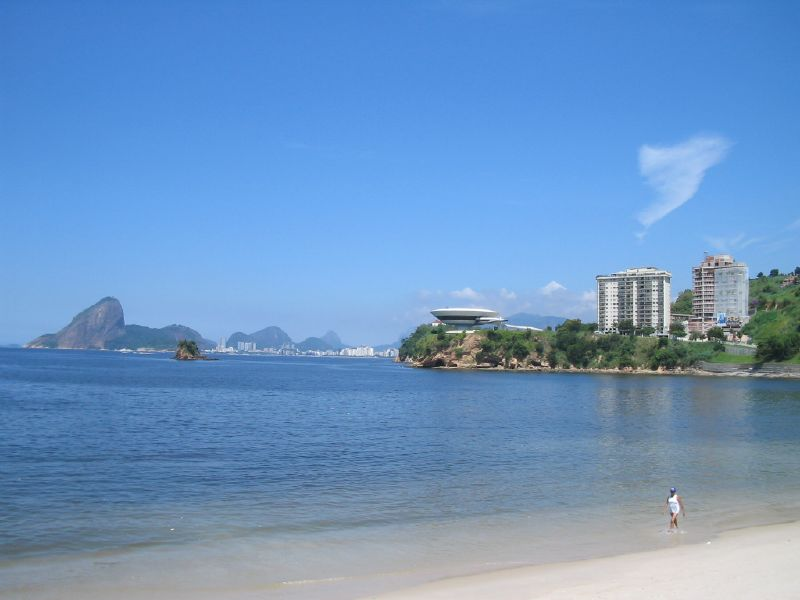
Strand von Icaraí im Stadtteil Niteroi, Blick auf Rio

Er zog mit seinen Schülern und Freunden nach Niteroi und beschäftigte sich mit Studien in der Freiluftmalerei. Seine bekanntesten Schüler waren Antônio Parreiras und Giovanni Battista Castagneto.
Zusammen mit Domingo García y Vásquez, Hipólito Boaventura Caron, Joaquim José da França Júnior, Francisco Joaquim Gomes Ribeiro, Estêvão Silva und Thomas Georg Driendl wurden sie später O grupo Grimm (auch Escola da Boa Viagem) genannt. Dieser Künstlerkreis war bald Meinungsführer in der brasilianischen Kunstszene und setzte wesentliche Akzente für die zukünftige Malerei in Brasilien. Aus zahlreichen Gründen wurde die Bildung der Gruppe Grimm eines der bedeutendsten Ereignisse in der Entwicklung der brasilianischen Kunst während des 2. Kaiserreiches.

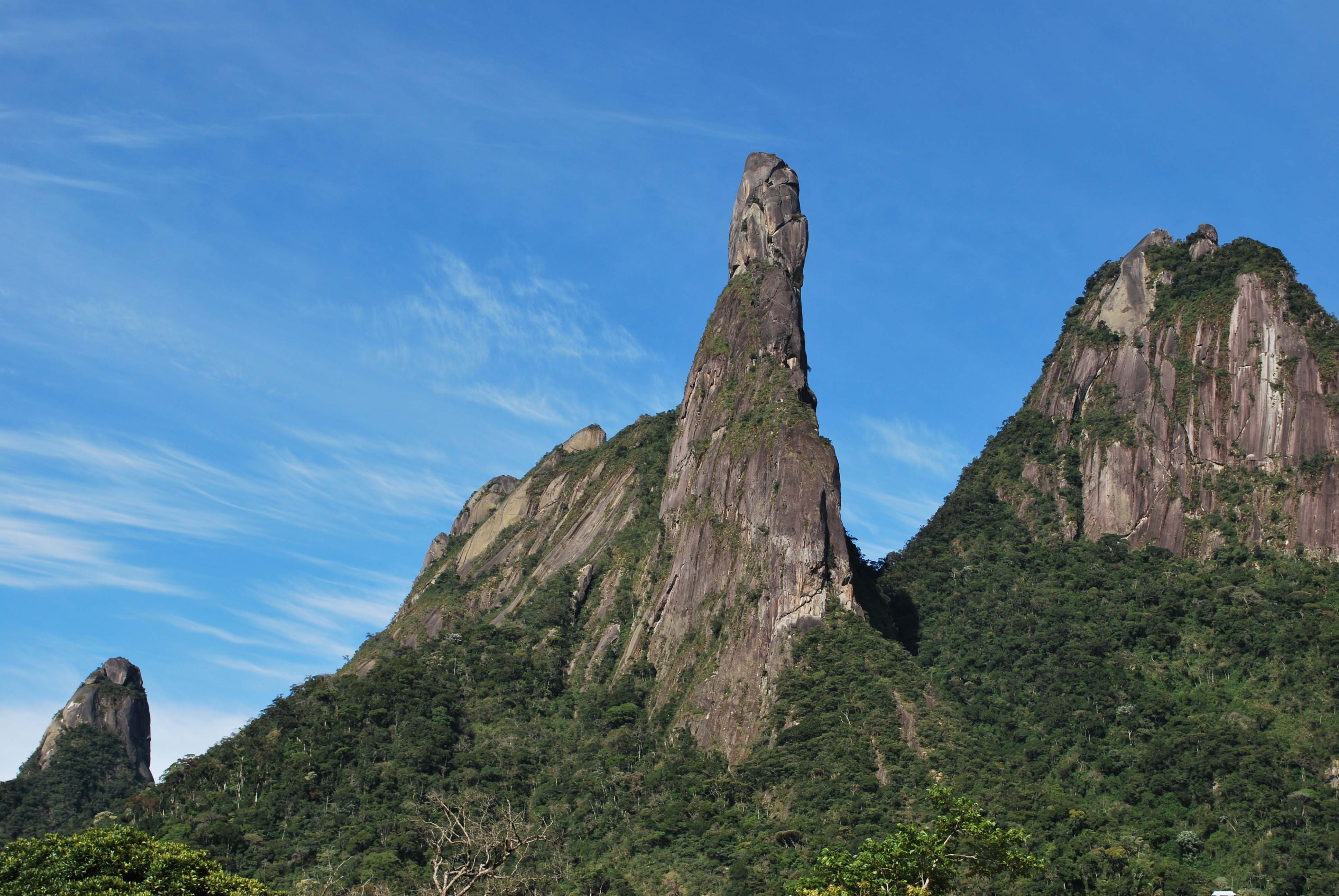
Berg Dedo de Deus (Der Finger Gottes) in Teresopolis

Bereits kurz nach ihrem spektakulären Auszug aus der AIBA hatte die Gruppe Grimm im August 1884 auf der Exposição Geral de Belas Artes, der wichtigsten Kunstausstellung in der Zeit der Monarchie, einen großen Erfolg. Grimm und fast alle Mitglieder der Gruppe erhielten Goldmedaillen und ehrenvolle Auszeichnungen. Nach weiteren sechs Monaten Studien an den Stränden in Niterói arbeitete die Gruppe im Januar/Februar 1885 noch ein letztes Mal in den Bergen von Teresópolis im Hinterland des Bundesstaates Rio de Janeiro zusammen und löste sich dann auf. Grimm und seine Schüler gingen ihre eigenen Wege.

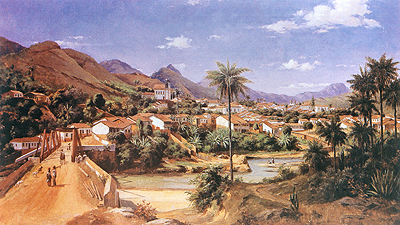
Vorhang des Opernhauses von Sabará

### Provinzen Rio de Janeiro und Minas Gerais
Nach der Auflösung der Gruppe Grimm bereiste Grimm bis Dezember 1886 erneut die Provinz Minas Gerais, um verschiedene Aufträge zu erledigen. 1885 malte er den Vorhang für das Opernhaus von Sabará und blieb einige Zeit in Nova Lima, Sete Lagoas und Lagoa Santa. 1886 schuf er eine große Anzahl von Gemälden von Kaffeepflanzungen in den schon 1877 bis 1879 bereisten Plantagengebieten wie Paraíba do Sul sowie Valença, Bemposta und São José do Rio Pretoã aus dem Distrikt Petrópolis und Três Rios. Er malte das Leben und die Arbeit dort und architektonische Besonderheiten. Seine großartigen Gemälde waren oft Auftragsarbeiten. Skizzen und kleine Aquarelle fertigte er in dieser Zeit kaum. Ein Bild von der Fazenda Catangá, das großformatigste seiner Zeit, stellte er nach zweimonatiger Arbeitszeit im Dezember 1886 fertig.

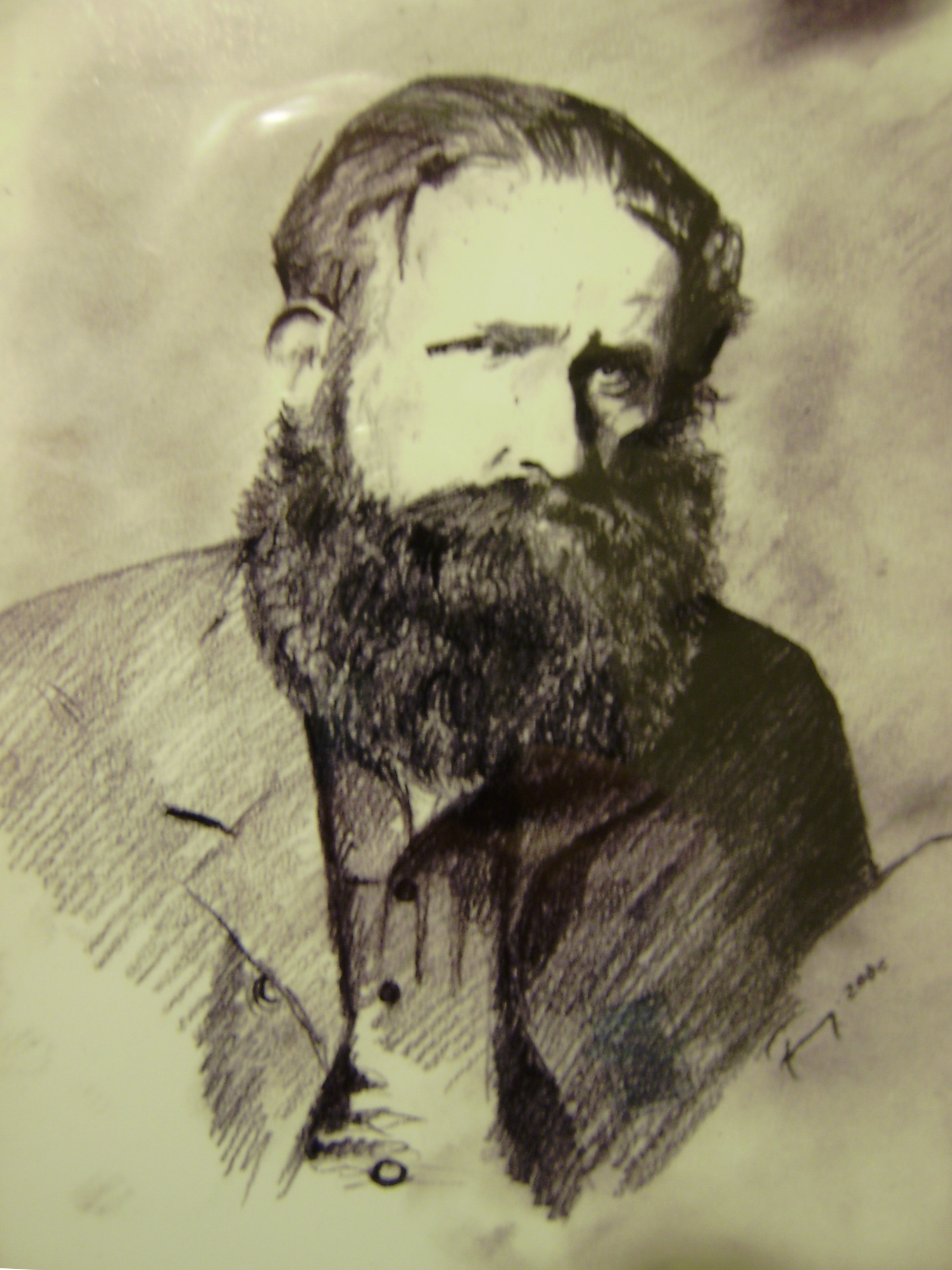
1887 vom Tode gezeichnet

### Erkrankung, Rückkehr und Lebensende
Während seines letzten Auftrags hatte sich Grimm mit Tuberkulose infiziert. Im Juni 1887 besuchte er, von der Krankheit schwer gezeichnet, Antônio Parreiras, nahm Abschied von seinen Schülern und Freunden und kehrte nach Deutschland zurück (nach Levy geschah das bereits im Mai des Jahres). Er blieb einige Wochen bei seinem Bruder in Wengen(S. 18).
Auf Anraten seines Arztes suchte er zur Genesung Meran auf und reiste im September/Oktober ins klimatisch günstigere Sizilien weiter. Er starb jedoch kurz darauf am 18. Dezember im Krankenhaus von Palermo an Tuberkulose und wurde auf dem kleinen Friedhof Cimitero degli Inglesi, am Fuß des Monte Pellegrino beigesetzt.

## Bedeutung
Die Kunstgeschichte Brasiliens bezeichnet Grimm als großen Meister. Er galt als Meinungsführer der Moderne in Brasilien, Reformator der brasilianischen Malerei, Begründer der Freilichtschule und bedeutender Lehrer.

## Grimm-Forschung
Johann Georg Grimm erlangte seine Berühmtheit in Brasilien und hatte mit seiner naturalistischen Landschaftsmalerei wesentlichen Einfluss auf die Entwicklung der Moderne in der Malerei des Landes. Dort hängen einige seiner größerformatigen Werke in Museen, größtenteils sind sie jedoch im Privatbesitz von Auftraggebern und Kunstsammlern. In Deutschland blieb Grimm weitgehend unbekannt. Lediglich die Heimatforscher Rudolf Herz aus Immenstadt und Ignaz Dornach aus Weiler erahnten die Bedeutung Grimms. Herz verfasste zwei Artikel, die 1934 erschienen. Dornach war erfolgreicher Schnupftabakfabrikant und leidenschaftlicher Kunstsammler. Es gelang ihm, eine größere Zahl von über 60 Grimm-Werken zusammenzutragen, die seine Witwe später dem Westallgäuer Heimatmuseum schenkte und die in einer unglücklichen, nicht abgestimmten Aktion an eine brasilianische Sammlerin verkauft wurden.
Entsprechend der Bedeutung entstammten bis auf jüngste Zeit alle wichtigen und beachteten Publikationen über Grimm und seiner Künstlergruppe aus Brasilien. Dabei tat sich insbesondere Carlos Roberto Maciel Levy hervor, der als der beste Kenner der Materie gilt. Sein Buch O Grupo Grimm fasste 1980 den damaligen Wissensstand zusammen. Sein neues Werk Johann Georg Grimm. Vida e obra aus dem Jahre 2009 ist dem Maler und Menschen Grimm gewidmet und berücksichtigt die neuesten Forschungsergebnisse.
Nach Levys Unterlagen umfasst die Bibliographie über das Leben und Werk Grimms mindestens 304 Veröffentlichungen (davon 118 Bücher, 42 Artikel in Fachzeitschriften, 103 in Zeitungen und 41 in Katalogen). Nur 24 davon stammen nicht aus Brasilien, sind aber zum Teil in Portugiesisch abgefasst. Eine Einstiegshilfe gibt das Allgemeine Künstlerlexikon von 2009 mit den etwa 20 wichtigsten Quellen.
Die europäischen Lebensabschnitte Grimms standen für die brasilianischen Kunsthistoriker nicht im Mittelpunkt des Interesses, waren auch schlecht belegt und entsprechend unsicher. Grimm muss zwar seinen Freunden und Anhängern aus der O Grupo Grimm über seine Jugend und Akademiezeit berichtet haben. Insbesondere Parreiras gibt in seinen schriftlichen Hinterlassenschaften einige Details über Grimm bekannt. Dennoch blieb dieser Bereich weiteren Nachforschungen vorbehalten.
Auf deutscher Seite stieß Franz Braun, der Wirt des Gasthaus Alpsee in Bühl am Alpsee und selbst autodidaktischer Maler, auf einen alten Zeitungsartikel von Herz und brachte damit die Grimmforschung im Allgäu ins Rollen. W. Gunther le Maire ermittelte nach und nach eine Vielzahl von Details, bereinigte Unsicherheiten und schloss Informationslücken. Inzwischen trägt ein Kunstpreis der Kulturgemeinschaft Oberallgäu e. V. den Namen Grimms und 2008 gründete sich der Freundeskreis Johann Georg Grimm e. V. zur weiteren Erforschung der Geschichte Grimms.
Grimm fertigte auf seinen Reisen in Europa – vom Reisegepäck her bedingt – überwiegend kleinformatige Gemälde, Aquarelle und Zeichnungen. Neben der künstlerischen Aussage sind sie im Zusammenhang mit Grimms Briefen an seine Familie und seine Freunde auch für die Grimmforschung wertvoll, denn sie helfen bei der Rekonstruktion der vielzähligen und manchmal mehrjährigen Reisen des Künstlers.

## Werke

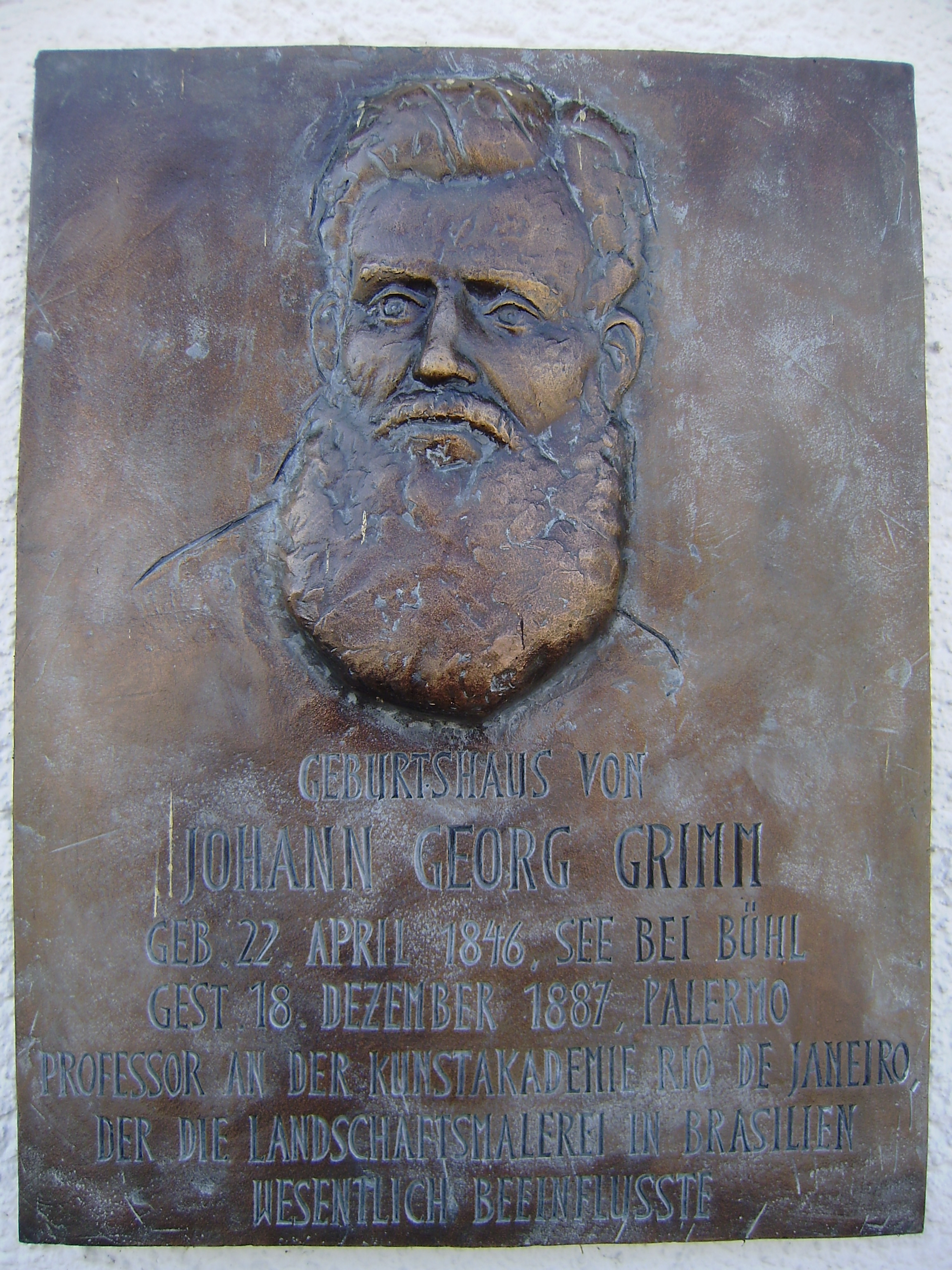
Erinnerungstafel von Matthias Buchenberg aus 2006 am Elternhaus in Bühl

### Erinnerungsstücke
Nachforschungen haben inzwischen rund 270 Arbeiten erfasst, die sich fast alle in Privatbesitz befinden. Eine in einem Schrank seit
60 Jahren gelagerte Sammlung von 67 Arbeiten befindet sich heute in Brasilien.
Gelegentliche Ausstellungen (z. B. Immenstadt 2006 und 2013) und eine Tafel an seinem Geburtshaus in Bühl am Alpsee erinnern an die Person und den Künstler Johann Georg Grimm.

„Geburtshaus von Johann Georg Grimm / geb. 22. April 1846, See bei Bühl / gest. 18. Dezember 1887, Palermo / Professor der Kunstakademie Rio de Janeiro, / der die Landschaftsmalerei in Brasilien / wesentlich beeinflusste“

Straßenschild des Dorfplatzes in Bühl

Ebenfalls in Bühl am Alpsee wurde, in Erinnerung Grimms, der neuerstandene Dorfplatz zwischen Aach und Gasthof Alpsee in Johann-Georg-Grimm-Platz umbenannt.
Der Wiederentdecker Franz Braun hat in seinem Gasthaus Alpsee in Bühl unter dem Namen „Johann-Georg-Grimm-Stube“
ein kleines, öffentlich zugängliches Privatmuseum mit Kopien einiger Bilder zur Erinnerung an den Künstler eingerichtet.

### Grabmal
Die letzte Ruhestätte Grimms wurde 2007 von Dr. Meinhard Ditterich auf dem Ausländerfriedhof in Palermo entdeckt. Die Instandsetzung wurde von den Behörden auf Initiative des Rotary-Clubs Palermo-Nord bereits genehmigt. Es ist geplant, das Grabmal 2010 zu restaurieren und mit einer neuen Grabplatte (gestaltet vom Oberallgäuer Künstler Matthias Buchenberg Matthias Buchenberg im Webarchiv) zu versehen.